# Fats Sadi (músico)
"Fats" Sadi Pol Lallemand (Andenne, Bélgica, 23 de octubre de 1927– Huy, 20 de febrero de 2009) era un músico de jazz, vocalista, y compositor belga que tocaba el vibráfono y la percusión y tenía su propio cuarteto.  Escogió el nombre "Sadi" por su desagrado con su apellido que en francés significa "el alemán". Su apodo, "Fats" (gordo en inglés) se refería su peso. 

## Biografía
Sadi ganó el Premio Golden Django como mejor artista de habla francesa en 1996.
Tocó con Jacques Pelzer, Django Reinhardt, Kenny Clarke, Stéphane Grappelli, y Don Byas en París de 1950 a 1961, y con Marcial Solal en 1955, y fue miembro de la Big Band de Kenny Clarke-Francy Boland. A su regreso a Bélgica,  trabajó para la RTBF, el canal de televisión de la comunidad francesa en Bélgica. 

## Discografía

### Como líder
- 1966: Mr. Fats Sadi, Su Vibra y Sus Amigos (MPS)

### Como acompañante con
- Don Byas, Mary Lou Williams & Beryl Booker (Vogue, 1953)
- André Hodeir y Su Grupo de Jazz de París
- Bobby Jaspar y Su Jazz Moderno
- Django Reinhardt
- Zoot Sims & Henri Renaud (EmArcy)
- Martial Solal en 1953–1956)
- Las Estrellas Azules de Francia (Verve, 1955)
- Kenny Clarke/Francy Boland (Atlántico, 1963), (Philips, 1966), (SABA, 1967), (Columbia, 1967), (Campi, 1967), (MPS, 1969)
- Sahib Shihab: (Schallplatten, 1968), (Vogue Schallplatten, 1964–70 [1971])